# Isabel de Sebastián
Isabel de Sebastián (Ciudad de Buenos Aires, 8 de octubre de 1960) es una cantante, música y compositora de música que comenzó haciendo rock en su juventud y exploró durante su carrera los géneros pop, rock, jazz y world music.

## Biografía

### Bays Biscuits
Isabel fue parte de la banda de rock teatral, Bay Biscuits junto con Fabiana Cantilo, Diana Nylon, Viviana Tellas y Edith Kucher. La banda se formó en 1980. No era un grupo estrictamente musical: entre temas hacían números teatrales. Llegaron a presentarse junto a bandas de la talla de Patricio Rey y sus Redonditos de Ricota y Serú Girán. En 1982, los Redonditos de Ricota las convocan para hacer los coros del primer demo de la banda que entregarían a RCA; las Bay Biscuits hacen los coros de «Superlógico», un tema que luego formó parte del primer LP de la banda, pero que ya no contó con los coros de las mismas Gulp! (1985). Isabel de Sebastián se alejó en 1982.

### Metrópoli
Posteriormente fundó la banda Metrópoli en 1982, junto a Ulises Butrón, Richard Coleman y Celsa Mel Gowland. Con Metrópoli grabó dos discos, Cemento de contacto y Viaje al más acá, con canciones que compuso junto con Ulises Butrón. Compuso para este grupo, su hit más recordado como «Héroes anónimos» (luego versionado por la banda de rock Catupecu Machu). En paralelo, fue corista estable de Virus y de Luis Alberto Spinetta, participando en el disco de este último, titulado Privé. Fue cantante invitada de Fito Páez, Divididos, Catupecu Machu, Cyndi Lauper, entre otros. Metrópoli se separó en 1987.

### Auto exilio en New York (1989-2003)
En 1989, de Sebastián se fue a grabar un disco a Nueva York y se enamoró de Bob Telson, autor de la música del film Bagdad Café. Con Telson tuvo dos hijos. Vivió allí hasta 2003, cuando decidió volver a la Argentina. Isabel volvió a vivir a Nueva York en 2012 y pasa parte del año en Buenos Aires.

### Carrera solista
En 2008 grabó en Argentina el álbum Trip, junto con Bob Telson. En 2013 editó por Popart su primer disco solista Isabel de Sebastián, que ganó el Premio Gardel en 2014 en la categoría Mejor álbum Artista Pop Femenina, y que produjo junto a David Bensimón y a Mauro Cambarieri. Isabel lanzó en septiembre de 2014 el video de la canción «Te mataría», creado y dirigido por el cineasta Adrián Caetano y en 2015 el video de «En camino», la canción que escribió junto a Gustavo Cerati y Charly Alberti, también creado y dirigido por Caetano. En su música, Isabel junta pedazos del rompecabezas de su identidad para brindar en sus discos un eclecticismo que no se somete a encasillamientos. Isabel lanzó en 2019 el video «Todo baila» escrito por ella y con música suya y de David Bensimón. En abril de 2020 sacó el video «Pequeño vals vienés», con música de Leonard Cohen y letra de Federico García Lorca. En 2020 lanzó Corazonada, un disco donde hay elementos de música latinoamericana y estadounidenses, y es definido por Isabel como una síntesis entre sus dos mundos. Con artistas con Daniel Melingo como invitado,  entre otros. El disco está arreglado y producido por Mauro Cambarieri, David Bensimón y la propia Isabel. Desde marzo de 2020, Isabel escribe crónicas desde Nueva York para la prensa argentina. 

## Discografía parcial
- Cemento de contacto (Metrópoli) (1985)
- Viaje al más acá (Metrópoli) (1986)
- Trip (Isabel de Sebastián y Bob Telson) (2007)
- Isabel De Sebastián (2013)
- Corazonada (2020)